# Olympiastützpunkt Rheinland-Pfalz/Saarland
Der Olympiastützpunkt Rheinland-Pfalz/Saarland ist eine Einrichtung zur Förderung des Leistungssports mit Sitz in Mainz.

## Geschichte
Der Olympiastützpunkt Rheinland-Pfalz/Saarland entstand am 1. Januar 1994 aus einer Fusion der beiden vorhandenen Stützpunkte in den benachbarten Bundesländern Rheinland-Pfalz und Saarland.

## Aufgaben
Der Olympiastützpunkt Rheinland-Pfalz/Saarland gehört zu einem deutschlandweiten System von Stützpunkten. Er soll den Sportlern und Trainern eine umfassende und professionelle Betreuung garantieren. Moderne sportwissenschaftliche Erkenntnisse sollen in die Trainingsplanung und -durchführung einfließen. So hat sich die Nähe des Sportwissenschaftlichen Instituts der Universität des Saarlandes (u. a. mit dem Sportmediziner Wilfried Kindermann) zur Hermann-Neuberger-Sportschule als sehr fruchtbar erwiesen. Darüber hinaus werden die Sportler über Karriereperspektiven informiert und umfassend medizinisch betreut.
Neben den bereits arrivierten Spitzensportlern sollen Nachwuchstalente intensiv gefördert und an die internationale Spitze herangeführt werden. Gefördert wird der Olympiastützpunkt vom Bundesinnenministerium, dem saarländischen und rheinland-pfälzischen Innenministerium und dem saarländischen und rheinland-pfälzischen Landessportverband.

## Stützpunkte und Sportarten

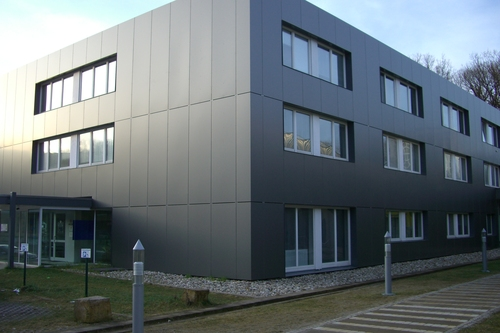
Geschäftsstelle in Saarbrücken

- Saarbrücken an der Hermann-Neuberger-Sportschule mit den Sportarten Badminton, Leichtathletik, Ringen, Rudern, Schwimmen und Triathlon
- Bad Kreuznach mit Kanuslalom, Sportschießen und Trampolinturnen
- Bad Dürkheim mit Hockey
- Höhr-Grenzhausen mit Tischtennis
- Ingelheim am Rhein mit Taekwondo
- Kaiserslautern mit Radsport und Judo
- Koblenz mit Fechten und Rudern
- Mainz mit Baseball, Leichtathletik, Rudern und Schwimmen
- Schifferstadt mit Ringen
- Zweibrücken mit Leichtathletik